# سو كارول (صحفية)
سو كارول (بالإنجليزية: Sue Carroll)‏ هي صحفية وكاتبة العمود بريطانية، ولدت في 6 ديسمبر 1953 في Gosforth ‏ في المملكة المتحدة، وتوفيت في 25 ديسمبر 2011 في لندن في المملكة المتحدة بسبب سرطان البنكرياس.

## وصلات خارجية
- سو كارول على موقع IMDb (الإنجليزية)